# Склавины
Склавины (склавены, греч. Σκλάβήνοι, лат. Sclaveni, Sclaueni) — общее название всех славянских племен у раннесредневековых и ранневизантийских авторов.

## Использование этнонима
От этнонима «склавины» происходит слово «склавинии» («Σκλαυηνίας») — обозначение социально-политических объединений славянских племён и областей их проживания по сведениям византийских источников VII—X вв. Впервые это слово использовал Феофилакт Симокатта в труде «История» для обозначения вообще всей области, населенной славянами в конце VI — начале VII в..

## Первые упоминания

### Иордан (551)
Впервые склавины упоминаются в работе «О происхождении и деяниях гетов» (551 г.) Иордана в форме «Sclaveni» в 2 частях текста:

Склавены живут от города Новиетуна (Novietunense) и озера, именуемого Мурсианским (Mursiano), до Данастра (Danastrum), и на север — до Висклы (Viscla), вместо городов у них болота и леса.
Оригинальный текст (лат.)Sclaveni a civitate Novietunense et laco qui appellatur Mursiano usque ad Danastrum et in boream Viscla tenus commorantur: hi paludes silvasque pro civitatibus habent.
— Иордан. О происхождении и деяниях гетов. Спб. Алетейя. 1997

Эти [венеты], как мы уже рассказывали в начале нашего изложения, — именно при перечислении племен, — происходят от одного корня и ныне известны под тремя именами: венетов, антов, склавенов. Хотя теперь, по грехам нашим, они свирепствуют повсеместно, но тогда все они подчинились власти Германариха
— Иордан. О происхождении и деяниях гетов. Спб. Алетейя. 1997
Есть мнение, что в «Гетике» Иордан опирался на ныне утраченную работу Флавия Кассиодора «De Getarum sive Gothorum rebus gestis, ad Castalium», написанную не позднее 526—533 годов. В свою очередь, Кассиодор опирался на работу «Gothorum gentis» историка Аблабия, которого отождествляют или с консулом Флавием Аблабием (казнен в 338 году), или с софистом Аблабием Иллюстрием из Галатии (около 400 года).

### Прокопий (555)
В следующий раз этот этноним дважды упоминается в труде «Война с готами» Прокопия Кесарийского (555 г.) в форме «Sklaboi»:

 Ведь племена эти, склавины и анты, не управляются одним человеком, но издревле живут в народовластии, и оттого у них выгодные и невыгодные дела всегда ведутся сообща. А также одинаково и остальное, можно сказать, все у тех и у других, и установлено исстари у этих варваров.
Ибо они считают, что один из богов — создатель молнии — именно он есть единый владыка всего, и ему приносят в жертву быков и всяких жертвенных животных. Предопределения же они не знают и вообще не признают, что оно имеет какое-то значение, по крайней мере в отношении людей, но когда смерть уже у них у ног, схвачены ли они болезнью или выступают на войну, они дают обет, если избегнут её, сейчас же совершить богу жертву за свою жизнь; а избежав [смерти], жертвуют, что пообещали, и думают, что этой-то жертвой купили себе спасение.
Однако почитают они и реки, и нимф, и некоторые иные божества и приносят жертвы также и им всем, и при этих-то жертвах совершают гадания. А живут они в жалких хижинах, располагаясь далеко друг от друга и каждый меняя насколько можно часто место поселения. Вступая же в битву, большинство идет на врага пешими, имея небольшие щиты и копья в руках, панциря же никогда на себя не надевают; некоторые же не имеют [на себе] ни хитона, ни [грубого] плаща, но, приспособив только штаны, прикрывающие срамые части, так и вступают в схватку с врагами.
Есть у тех и других и единый язык, совершенно варварский. Да и внешностью они друг от друга ничем не отличаются, ибо все и высоки, и очень сильны, телом же и волосами не слишком светлые и не рыжие, отнюдь не склоняются и к черноте, но все они чуть красноватые.
Образ жизни [их] грубый и неприхотливый, как и у массагетов, и, как и те, они постоянно покрыты грязью, — впрочем, они менее всего коварны и злокозненны, но и в простоте [своей] они сохраняют гуннский нрав.

Да и имя встарь у склавинов и антов было одно. Ибо и тех и других издревле звали «спорами», как раз из-за того, думаю, что они населяют страну, разбросанно расположив свои жилища. Именно поэтому они и занимают неимоверно обширную землю: ведь они обретаются на большей части другого берега Истра, по ту сторону реки. Считаю достаточным сказанное об этом народе — Прокопий Кесарийский. Война с готами. / Пер. С. П. Кондратьева. М., 1950.
Победа лангобардов над герулами, упомянутая в другом отрывке этого же труда, датируется 495—512 годами:

Когда герулы, потерпев в бою поражение от лангобардов, поднялись с отчих мест, одни из них… поселились в иллирийских землях, другие же решили отнюдь не переходить реку Истр, но осели где-то на самых окраинах обитаемой земли;… они прошли поочередно все племена склавинов, миновав затем обширную пустынную землю, пришли к так называемым варнам, а после них быстро прошли и через племена данов

### Псевдо-Кесарий (560)
А как же [могло бы случиться, что] находящиеся в другом поясе склавины и фисониты, называемые также данувиями, — первые с удовольствием поедают женские груди, когда [они] наполнены молоком, а грудные младенцы [при этом] разбиваются о камни, подобно мышам, в то время как вторые воздерживаются даже от общепринятого и безупречного мясоедения? Первые живут в строптивости, своенравии, безначалии, сплошь и рядом убивая, [будь то] за совместной трапезой или в совместном путешествии, своего предводителя и начальника, питаясь лисами, и лесными кошками, и кабанами, перекликаясь же волчьим воем. Вторые же воздерживаются от обжорства, а подчиняются и повинуются всякому.

### Менандр
Во 2-й половине VI века склавины упоминаются в работе Менандра Протектора:

Ибо перед тем вождь аваров отправил посольство к Даврентию [один из вождей склавинов, обитавших в Дакии] и к важнейшим князьям склавинского народа, требуя, чтоб они покорились аварам и обязались платить дань… Вельможи склавинские отвечали: «Родился ли на свете и согревается ли лучами солнца тот человек, который бы подчинил себе силу нашу? Не другие нашей землей, а мы чужой привыкли обладать. И в этом мы уверены, пока будут на свете война и мечи»

### Маврикий
Во 2-й половине VI века, (не ранее 568 года и не позднее 602 года), склавины дважды упоминаются в работе «Стратегикон» Маврикия:

Племена склавинов и антов сходны по своему образу жизни, по своим нравам, по своей любви к свободе; их никоим образом нельзя склонить к рабству или подчинению в своей стране. Они многочисленны, выносливы, легко переносят жар, холод, дождь, наготу, недостаток в пище. К прибывающим к ним иноземцам они относятся ласково и, оказывая им знаки своего расположения, [при переходе их] из одного места в другое охраняют их в случае надобности, так что, если бы оказалось, что, по нерадению того, кто принимает у себя иноземца, последний потерпел [какой-либо] ущерб, принимавший его раньше начинает войну [против виновного], считая долгом чести отомстить за чужеземца. Находящихся у них в плену они не держат в рабстве, как прочие племена, в течение неограниченного времени, но, ограничивая [срок рабства] определённым временем, предлагают им на выбор: желают ли они за известный выкуп возвратиться восвояси или остаться там [где они находятся] на положении свободных и друзей?

Поскольку хории (владения) склавов и антов расположены вряд вдоль рек и соприкасаются друг с другом, так что между ними нет достойных упоминания промежутков, а лес или болота, или заросли тростника примыкают к ним, то при нападениях, против них предпринимаемых, обычно случается так, что со вступлением в их первую хорию там задерживается в бездействии все войско; остальные же хории, поскольку они расположены по соседству и имеют рядом леса, заметив это движение войск, легко избегают им предназначенного из-за близости расстояния. К тому же их наиболее подготовленные юноши, используя подходящий момент, скрытно нападают на стратиотов, вследствие чего те, кто совершает поход против них, оказываются не в состоянии причинить вред своим противникам. 

### Мартин Брагский (570-е)
Эпитафия св. Мартина Турского (316—397) в базилике монастыря Думио (Думийской базилике):

Огромные и многоразличные племена присоединяешь ты к благочестивому союзу Христа: аламанн, сакс, тюринг, паннонец, руг, склав (Sclavus, Sclabus), норец, сармат, датчанин, острогот, франк, бургунд, дак, алан — радуются, что под твоим водительством познали бога; дивясь на твои знамения, свев узнал, каким путем идти ему к вере.

### Фредегар
В VII веке о склавинах, «называемых венедами», упоминает Фредегар Схоластик, повествуя о создании государства Само:

На 40-м году правления Хлотаря [623 г.] некий человек по имени Само, франк родом из Санса, вместе с другими купцами отправился к тем склавам, которые известны как винеды.

## Принадлежность к славянам
Большая часть исследователей считает, что позднеантичные «склавины» — это славяне. Отмечают также, что у раннесредневековых авторов Европы славяне упоминаются под названиями «скалавы», «стлавены» и «скловены», а у арабских авторов — под названиями «сакалабы» или «сакалиба». Было высказано предположение, что с помощью сочетания «ск» и «ст» авторы передавали отсутствующий в своих языках звук «ч», а самоназвание славян восходит к слову «человек», что распространено у ряда народов (пример — ханты).
Многие авторы в своих трудах рядом со склавинами упоминают венедов и антов. Существует несколько гипотез, касающихся того, в каких связях эти народы находятся друг с другом:
Первая гипотеза гласит, что они являются тремя частями славянского народа, которые впоследствии стали южными, западными и восточными славянами, что соответствует языковому разделению славян. Но большинство лингвистов считает, что в VI веке такого деления еще не могло быть (славянская общность распадается с VII в. н. э.). Славяне себя венедами никогда не называли. Этноним «венеды» является кельтским по происхождению (см. Венеты, Адриатические венеты), и убедительно этимологизировать его на основе славянских языков не удаётся.
Вторая гипотеза гласит, что слова Иордана следует трактовать следующим образом: венеды являются древним народом, от которого произошел целый ряд современных народов, но в основном — склавины и анты. В таком случае имел место перенос этнонима «венеды» с кельтов сперва на пшеворское население (ассимилировавшее кельтов Юга Польши к началу нашей эры), а затем — на славян, что не является редкостью для народов, населявших в разное время одну и ту же местность. Вполне возможно, что германцы стали называть южных пшеворцев венедами и именно поэтому Иордан, пользовавшийся готскими источниками, считает венедов славянами, а Прокопий не сообщает ничего о венедах. Этим экзоэтнонимом славян по сей день называют немцы и перенявшие у них это название эсты и карелы (см. Венды).
Что же касается антов, то Иордан их отождествляет со славянами, а судя по приведенному им ареалу их обитания (от Днепра до Днестра), археологически антов следует отождествлять с носителями пеньковских древностей. Тем не менее, Иордан различает антов и склавинов, сообщает о войнах между ними и совместном проживании на левобережье Дуная, но говорит о единстве их языка. А. Г. Алексаха считает, что любая археологическая культура, синхронная пражской, не может быть славянской, ссылаясь на критерий бездиалектности (распад славянского языка произошел не ранее VII—VIII в. н.э).
Пеньковская культура формировалась на основе киевской, принадлежавшей западным балтам, и очень сильно отличается от корчакской (пражской). Помимо этого, в болгарском языке имеются заимствования из западнобалтского, отсутствующие в других славянских языках, и на Балканах имеются западнобалтские топонимы, что говорит о том, что после выделения из славянской общности предки болгар находились в контакте с западными балтами (в месте совместного нахождения пражско-корчакских и пеньковских материалов — на правом берегу Дуная). Из всего этого можно сделать вывод, что языком антов был какой-то западнобалтский язык.

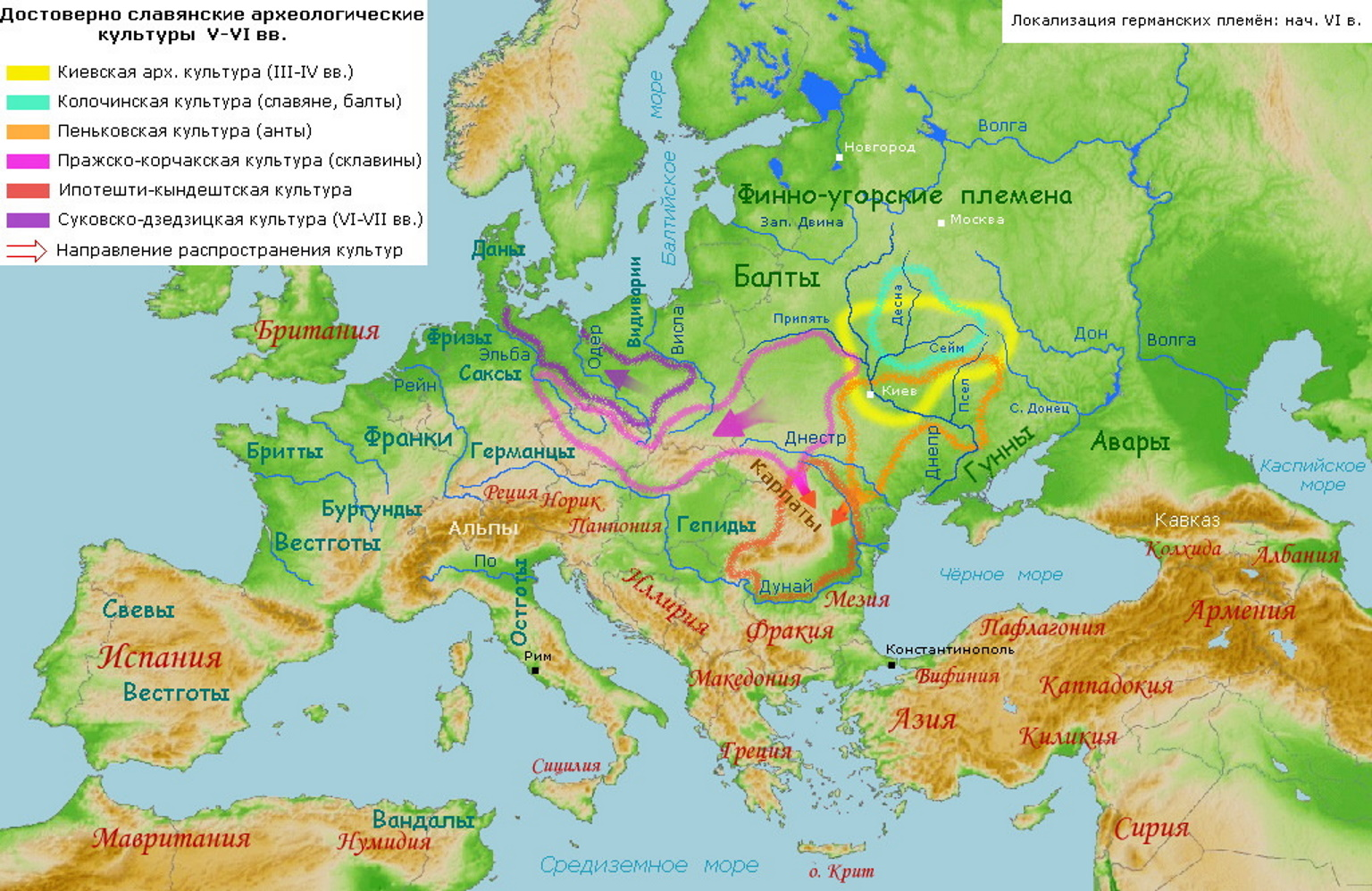
Пражско-корчакская археологическая культура (склавины)

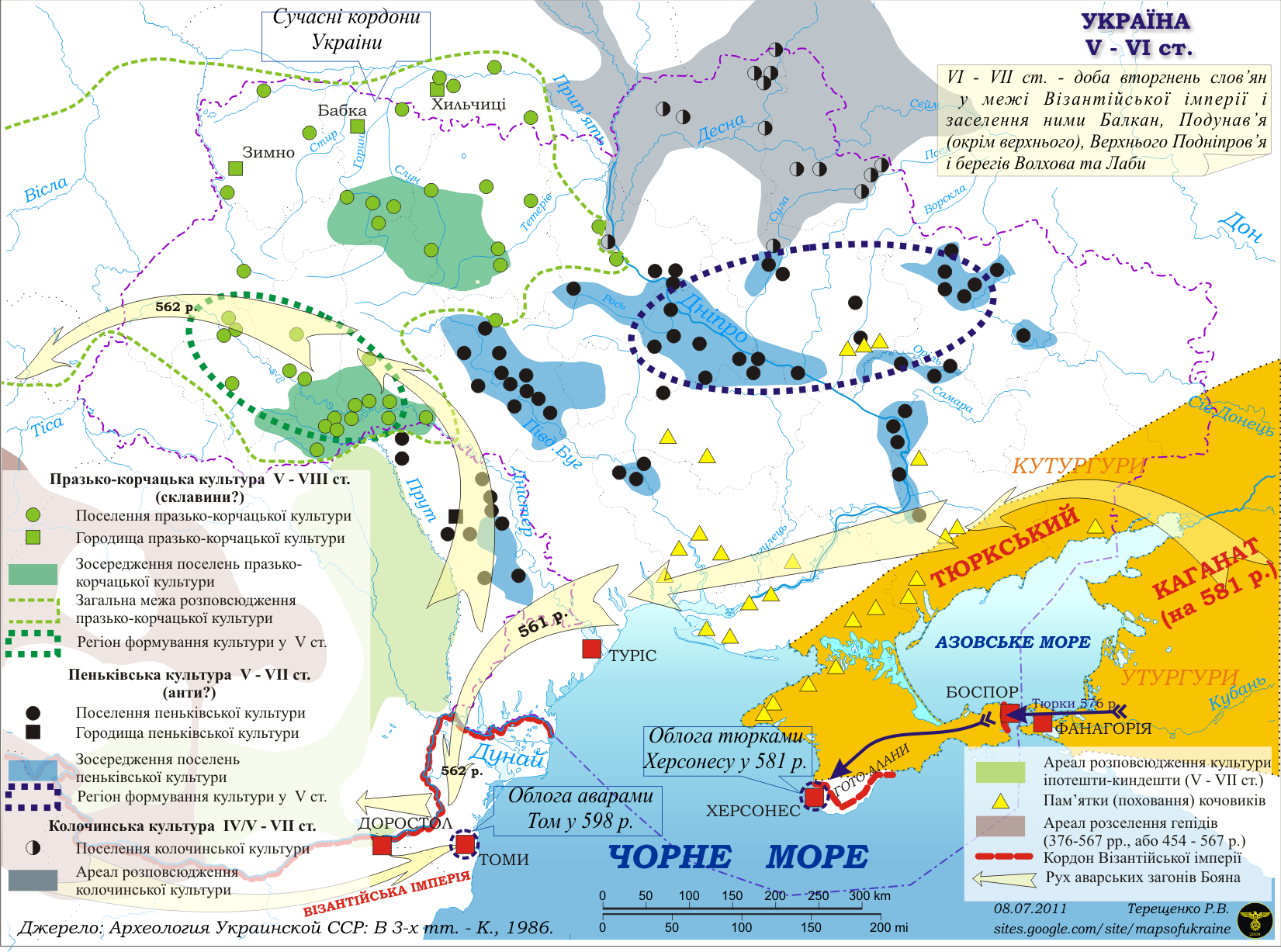
Пражско-корчаская археологическая культура в V—VI веках на территории современной Украины

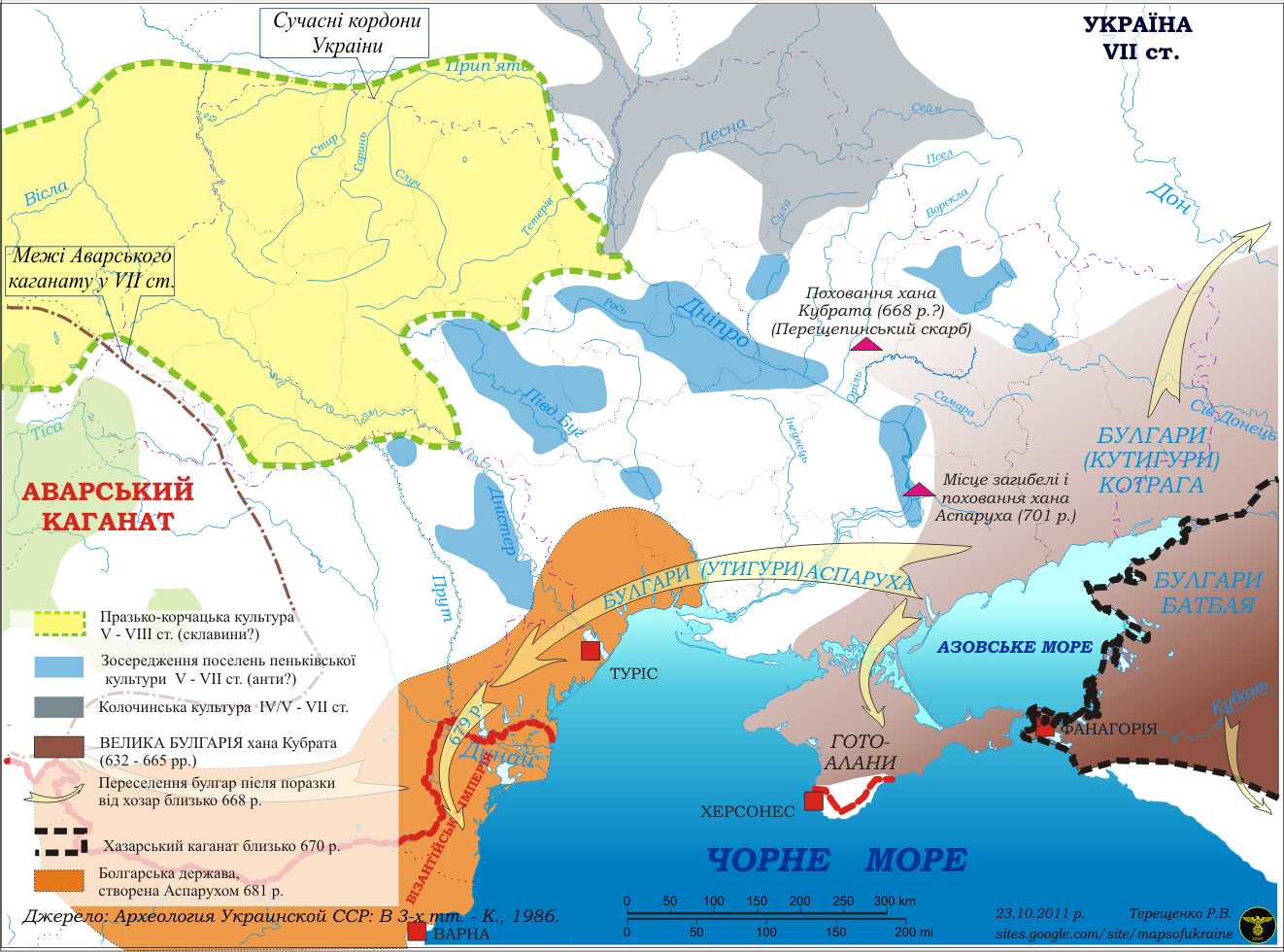
Пражско-корчаская археологическая культура в VII веке на территории современной Украины

В 1-й половине VI в. начинается переселение славян (носителей пражско-корчакской культуры) в Среднее Приднепровье и ассимиляция пеньковцев (антов) славянами. Через какое-то время в этом ареале доминирует пражская керамика (луки-райковецкой культуры) и славянские полуземлянки с печами-каменками. Несмотря на то что ассимилированные анты говорили уже на славянском языке, они всё ещё могли отличаться от славян традициями, одеждой и т. д.. После 602 г. сведения об антах исчезают.
Также вполне возможно, что изначальный язык антов был ещё ближе к славянскому, чем прусский (принадлежащий к той же западнобалтской группе), что могло создать для позднеантичных авторов ощущение, что это два диалекта одного языка.
Помимо венедов, антов и склавинов Иордан упоминает племя спалов в следующем контексте:

Когда там выросло великое множество люда, а правил всего только пятый после Берига король Филимер, сын Гадарига, то он постановил, чтобы войско готов вместе с семьями двинулось оттуда. В поисках удобнейших областей и подходящих мест для поселения он пришел в земли Скифии, которые на их языке назывались Ойум.
Филимер, восхитившись великим обилием тех краев, перекинул туда половину войска, после чего, как рассказывают, мост, переброшенный через реку, непоправимо сломался, так что никому больше не осталось возможности ни прийти, ни вернуться.
Говорят, что та местность замкнута, окружена зыбкими болотами и омутами; таким образом, сама природа сделала её недосягаемой, соединив вместе и то и другое.
Можно поверить свидетельству путников, что до сего дня там раздаются голоса скота и уловимы признаки человеческого (жилья), хотя слышно это издалека.
Та же часть готов, которая была при Филимере, перейдя реку, оказалась, говорят, перемещенной в области Ойум и завладела желанной землёй. Тотчас же без замедления подступают они к племени спалов и, завязав сражение, добиваются победы.

Отсюда уже, как победители, движутся они в крайнюю часть Скифии, соседящую с Понтийским морем, как это и вспоминается в древних их песнях как бы наподобие истории и для всеобщего сведения.
О похожем народе («спорах») сообщает Прокопий и указывает, что так ранее назывались анты и склавины. А Плиний сообщает о «спалеях» — народе, живущем около Танаиса.
В III в. н. э. в данном регионе готы могли встретить предков славян, сарматов и балтов (носителей киевской культуры). Учитывая, что римляне были знакомы с сарматами и упомянули бы родство спалеев с ними, этот вариант кажется маловероятным. Отождествлять славян со спалеями неверно, так как в славянских языках (русский, болгарский, польский, кашубский) есть слово «исполин», выводимое от того же корня, а традиция именовать великанов по названию неприятельского народа довольно распространена в мире (например «обр» — великан в чешском, словацком, словенском языках и «hüne» — великан в немецком языке). Таким образом, наиболее вероятным является, что спалеями/спорами/спалами называли часть представителей киевской культуры.

## История

### Первые набеги
Первые набеги склавинов на Византийскую империю, осуществлявшиеся совместно с антами, происходили во время правления императора Юстиниана I. В 540 году склавины вместе с протобулгарскими кутигурами пришли к воротам Константинополя. В 549 года совершили самостоятельные экспедиции, в ходе которых разорили Иллирию и Фракию, а также достигли берегов Эгейского моря. В следующем году огромное количество склавинов, которого никогда раньше не видели греки, вторглось в Далмацию и Фракию, в первый раз оставшись в пределах империи на зиму. Посланная на них весной 551 года византийская армия потерпела сокрушительное поражение при Адрианополе. В 558 году анты и склавины приняли участие в Великом вторжения кутигуров, достигнув византийского Константинополя и через Фермопилы вглубь Греции. В то время многие группы склавинов поселились в пределах империи в качестве союзников, поступив на службу императорской армии.
В своей книге «Тайная история» Прокопий Кесарийский так описывает вторжение варварских племен (в числе них и склавинов) в Восточную римскую империю (Византию) во времена василевса (императора) Юстиниана I:
Поэтому ни одного места, ни одной горы, ни одной пещеры, ни чего-либо другого на римской земле не осталось неразграбленным, причем многим местам случалось подвергнуться разграблению не менее пяти раз. Впрочем об этом и о том, что было совершено мидийцами, сарацинами, склавинами, антами и другими варварами мною рассказано в предшествующих книгах.

### В союзе с аварами
На долгое время прекращению самостоятельных набегов склавинов на Византию послужило появление в Европе авар. Между 558 и 560 году они завоевали булгарских кутигуров и утигуров, а также антов. В 561 году они осели рядом с дакийскими склавинами, жившими к северу от нижнего Дуная и подчинили их себе. Аварское владычество над дакийскими склавинами, однако, не было твердым. Использовав перемещение авар в 567 году в Паннонию, склавины отказались платить дань аварам. По приказу своего лидера Добреты были убиты послы кагана авар, которые требовали уплаты дани. Примерно в 578 году, как сообщают греческие летописцы, 100 000 человек перешли Дунай и вторглись в Грецию. Император Тиберий II заключил союз с аварами, а каган Баян вторгся в Дакию, чтобы отомстить за смерть послов.
Около 574 года авары помогли склавинам завоевать земли Паннонии, а также некоторые земли низов Савы и середины Дуная. В 579-м склавинские строители построили переправу через Саву, что позволило аварам в последующие годы осадить и захватить Сирмий (582). Дакийские склавины самостоятельно вторглись между 579 и 583 годами на Балканский полуостров, а затем в течение четырёх лет жили на нём совершенно свободно и без страха, как в своей собственной стране. Византия заключила союз с антами, который заставил склавинов частично вернуться в Дакию и вновь примириться с аварами. В результате этого было усилено аваро-славянское давление на Византию. В 584 году в руки авар попали крепости Виминациум, Августа и Сингидунум. Между 584-м и 586-м склавины вместе с аварами дважды осаждали Фессалонику.

## Правители склавинов
- Добрета
- Пирагаст, в 597 г.
- Ардагаст
- Мусокий
- Хацон
- Пребонд